# 791 هـ
791 هـ هي سنة في التقويم الهجري امتدت مقابلةً في التقويم الميلادي بين سنتي 1389 و1389.

## أحداث
- بايزيد الأول يتولى الحكم في الدولة العثمانية

## مواليد
- جلال الدين المحلي
- شهاب الدين ابن عربشاه
- علي النباطي العاملي

## وفيات
- أبو حمو موسى الزياني
- زكريا المستعصم بالله
- ابن بنت الميلق
- مراد الأول